# Gabriela (film, 1950)
Pour les articles homonymes, voir Gabriela.

Gabriela est un film allemand coécrit et réalisé en 1950 par Géza von Cziffra.

## Synopsis
Gabriela est une chanteuse célèbre qui s'est fait connaître à la suite de la prestation dans un bar, où un homme est tombé amoureux d'elle. Après son mariage avec Charlie, Gabriella a donné naissance à Andrea, puis à Hansi. Après avoir élevé ses deux filles, elle est forcée de les laisser à son conjoint, afin de poursuivre sa carrière de chanteuse. Les filles, qui sont maintenant adultes, ont été élevées par une mère adoptive, tandis que Charlie était occupé par le travail et n'avait pas de temps pour elles. Gabriela, qui a mûri avec le temps, se rend compte de l'erreur qu'elle a commise en abandonnant les filles et est submergée par les remords maternels. Cependant, il est trop tard maintenant.
Andrea, l'aînée d'entre eux, est totalement éloignée de sa mère et ne montre aucun intérêt à la rencontrer. Au lieu de cela, Andrea est courtisée par un jeune ingénieur. Pendant ce temps, Gabriela, avec l'aide de son autre fille, Hansi, comprend enfin que la vie glamour qu'elle a eue en tant que chanteuse ne vaut rien comparée à la confiance perdue de sa fille. Mais Andrea fait également comprendre à Gabriela qu'elle n'a plus besoin d'elle.

## Fiche technique
- Scénario : Géza von Cziffra et Kurt Schwabach
- Directeur de la photographie : Willy Winterstein
- Musique : Michael Jary

## Distribution
- Zarah Leander : Gabriela, une chanteuse-propriétaire d'un cabaret, qui a élevé sa fille seule depuis son divorce
- Carl Raddatz : Charlie Braatz, son ami
- Vera Molnar : Andrea, la fille de Gabriela
- Grethe Weiser : Hansi
- Käthe Haack : Frau Matthes
- Gunnar Möller : Peter Hoyer, le fiancé d'Andrea
- Siegfried Breuer : Thomas Lorenzen, un industriel, l'ex-mari de Gabriela
- Albert Florath : Hansen, l'oncle garagiste d'Andrea
- Arno Assmann : Freddy, Lambert, le gérant du night-club de Gabriela